# Muzzano, Piemonte
Muzzano är en ort och kommun i provinsen Biella i regionen Piemonte i Italien. Kommunen hade 601 invånare (2018).